# Colchiscultuur
De Colchiscultuur is een midden-bronstijd tot vroege ijzertijdcultuur (16e tot 7e eeuw v.Chr.) in het laagland van Colchis in het huidige West-Georgië en aan de Zwarte Zeekust tot in het noordoosten van het huidige Turkije. Ze is bekend door nederzettingen, graven en depotvondsten.
In de vroege fase van de cultuur (1600–1200 v.Chr.) strekte haar invloed tot oostelijk Georgië. In de latere fase (1200–800 v. Chr.) raakten de oostelijke delen, Imereti en Ratsja, in de invloedssfeer van de Oost-Georgische ijzertijdcultuur.
Etnisch wordt de Colchiscultuur met de volken van de noordwestelijke Kaukasus in verband gebracht, zoals de Adygeeërs, Oebychen, Abazijnen en Abchaziërs. Ook verbanden met de Hattiërs en Kaskiërs in Anatolië zijn voorgesteld.

## Materiële cultuur
De nederzettingen lagen meestal op hoge plaatsen en (nederzettingsheuvels). Deze werden omgeven door met nabijgelegen rivieren verbonden diepe grachten. De huizen waren gebouwd van hout en deels uit vlechtwerk en leem. In Ratsja werden ook restanten van stenen huizen gevonden. De gebouwen bezaten zadeldaken.
Er werd tarwe, rogge, gerst en gierst verbouwd. Druivenpitten tonen de aanwezigheid van wijnbouw aan. Als huisdieren worden runderen, schapen, geiten en varkens door botvondsten aangetoond, afbeeldingen  tonen ook de aanwezigheid van honden. Er wordt aangenomen dat de moerassige vlakte van de Rioni middels een systeem van ontwateringskanalen voor landbouw geschikt gemaakt werd.
De textielproductie blijkt uit vondsten van stenen en aardewerken spintollen en door overblijfselen van wollen en linnen doeken.
Het aardewerk is meestal zwart gepolijst en met inkervingen versierd. Kenmerkend zijn hoornvormige handvatten. Ook dierfiguren zijn gevonden, hoofdzakelijk van huisdieren zoals runderen en schapen.

### Metallurgie
Er werd antimoonbrons zowel als tinbrons verwerkt. Kopermijnen van de Colchiscultuur werden bij Ghebi aan de bovenloop van de Rioni opgegraven. Slakken en gietvormen zijn ook van nederzettingen in de laaglanden bekend (Anaklia, Nosiri). Centra van bronzen werken waren de Tsjorochi-vallei en Ratsja-Letsjchoemi. Ook aan de Kvirila en bij Satsjchere waren mijnen. De tunnels werden gestut door stenen muren of rotspilaren. Ook houten stutten werden gevonden.
Uit brons werden brede hakken en wiggen vervaardigd. Kenmerkend zijn ook figuratief versierde bijlen met brede halfronde klingen en ovaal stafgat, die betrekkingen met de meer oostelijke Kobancultuur tonen. Ook vindt men speerpunten met vergelijkbare figuratieve decoratie. Een deel van de bijlen zijn versierd met plastisch gegoten dierfiguren (roofkatten, wolven en ruiters). IJzer werd aanvankelijk voor ornamenten gebruikt.

### Begrafenissen
De begraving van de doden vond op zeer verschillende wijzen plaats. Op de begraafplaats van Brili werden langwerpige kuilen gevonden, met stenen platen omzoomde graven en crematieplaatsen. De doden werden meestal in gestrekte rugligging begraven, maar soms ook gehurkt (hurkgraf) met de armen over elkaar. Gecremeerde lichamen werden op de crematieplaats begraven.
Uit Abchazië is de secundaire begrafenis in grote aardewerken vaten bekend. Waarschijnlijk werden de lichamen eerst geëxcarneerd tot de weke delen vergaan of door dieren opgegeten waren.
In de Argonautica wordt gemeld dat de lichamen van mannen in de bomen gehangen werden. Zelfs de 18e-eeuwse geschiedsschrijver Vachoesjti Bagrationi vermeldde deze praktijk, die nog tot in de 19e eeuw toegepast werd bij mensen die door de bliksem gedood waren.